# Antonio Brunt Rodríguez
Antonio de Padua Brunt Rodríguez (Huelva, 16 de marzo de 1904-9 de junio de 1974) fue un artista perteneciente al grupo de pintores de Huelva, entre los que se encuentran, entre otros, Pedro Gómez y Gómez, Enrique García Orta, Sebastián García Vázquez, Manuel Cruz Fernández, Rafael Cortés Moreno o el retratista José Martín Estévez.

## Biografía
Hijo del matrimonio de Antonio Brunt Herrero y Antonia María Rodríguez Hernández.  
La formación artística de Antonio Brunt se desarrolla en toda su plenitud en la Academia de Bellas Artes de Huelva, primero con Eugenio Hermoso y, a partir de 1919, con el pintor malagueño José Fernández Alvarado, a la sazón director del Museo de Bellas Artes de la ciudad desde 1921.
Desde muy joven, Brunt destaca por sus grandes maneras para la pintura. Alumno predilecto de Fernández Alvarado, de 1928 a 1934 ocupa la plaza de profesor auxiliar de Dibujo y Colorido en la citada Academia, contando entre sus compañeros a García Vázquez, Martín Estévez o Cortés Moreno, y entre los alumnos a Ramón Pontones, José Caballero —con los que choca frontalmente al concebir el arte de una manera bien diferente—, Muñoz Báez y Orduña Castellano. Pero la labor escolástica de Brunt no finaliza con la desaparición oficial del centro en 1935, año del fallecimiento de Fernández Alvarado, pues su Academia de la calle San Cristóbal, en Huelva, junto a García Orta, León Ortega (al cual inmortaliza en un dibujo a lápiz) y Pedro Gómez, supone la única ventana a la enseñanza artística desde la finalización de la guerra hasta los primeros años sesenta.
Con motivo de la celebración de la I Exposición Provincial de Arte de Educación y Descanso organizada en Huelva en agosto de 1944, es galardonado con el primer premio por su obra Interior de la Iglesia de la Merced.
Pese a sus innegables dotes artísticas y al cariño de la sociedad que le destacan por su bondad y enorme sencillez, no logra conquistar el prestigio de su inseparable amigo Pedro Gómez, competidores pictóricos en la lucha por la subsistencia durante los años cuarenta y cincuenta. Su bonhomía se puede resumir en su negativa a pintar los paisajes de Huelva, Conquero, ría y playas, hasta que no falleciera su máximo intérprete, Pedro Gómez. Y así lo hace como tributo, homenaje y devoción hacia la amistad y la maestría.

## Obras
Anclado en una concepción decimonónica del arte, la obra de Brunt es eminentemente realista, de un academicismo sin fisuras ni respiro, que se acerca al estilo de López Mezquita, Benedito y Hermoso, de los que toma el amor desmedido por la figura y la cacharrería doméstica, y, cómo no, de Fernández Alvarado, del que toma esa concepción romántica, de colores dulces y apastelados, en sus paisajes y marinas.
Los retratos de Antonio Brunt traspasan la exactitud del mismo para llevar el interior del retratado al lienzo o al papel. Lo mismo consigue con las naturalezas muertas de gran calidad. 
Algunas de sus piezas más destacadas son: 
- Cabeza de Mora, 1931
- La gitana y la becerra, 1935
- Retrato del Cristo de Pasión de Huelva, 1942
- Interior De la Iglesia de la Merced, 1942
- Fin de fiesta, 1946
- Retrato de su esposa, 1949
- Bodegón, 1957
- Panorámica del Conquero, 1965
- Interior, 1972

### Retrato delCristo de Pasiónde Huelva
A comienzos del año 1942, la Hermandad de Pasión de Huelva encarga al pintor un retrato de su titular cristífero, el Señor de Pasión. Se trata de una de las principales obras pictóricas sobre la Semana Santa onubense, estando enmarcado por un espectacular marco de caoba tallado por José Oliva. El Cristo, que procesiona cada Martes Santo en la capital onubense, aparece como raramente puede contemplarse, vistiendo túnica blanca, quedando remarcado por un fondo de tonalidades rojizas que ensalzan el moreno rostro de la imagen. Actualmente se expone en la Casa de Hermandad, en Huelva.